# Titularbistum Phocaea
Das Bistum Phocaea (italienisch diocesi di Focea, lateinisch Dioecesis Phocaeensis) ist ein Titularbistum der römisch-katholischen Kirche.
Es geht zurück auf einen untergegangenen Bischofssitz in der antiken Stadt Phokaia (heute westliche Türkei). Der Bischofssitz gehörte der Kirchenprovinz Smyrna an.
| Titularbischöfe von Phocaea |                        |                                                                                             |                    |                 |
| Nr.                         | Name                   | Amt                                                                                         | von                | bis             |
| 1                           | Richard Preston        | Weihbischof in Hexham und Newcastle (Großbritannien)                                        | 21. März 1900      | 9. Februar 1905 |
| 2                           | Geraldo Van Caloen OSB | Prälat von Acre und Purus Abt von Nossa Senhora do Monserrate do Rio de Janeiro (Brasilien) | 12. März 1906      | 16. Januar 1932 |
| 3                           | Luiz Scortegagna       | Koadjutorbischof von Espírito Santo (Brasilien)                                             | 18. März 1932      | 28. Juli 1933   |
| 4                           | Eugeniusz Baziak       | Weihbischof in Lemberg (Ukraine)                                                            | 15. September 1933 | 1. März 1944    |
| 5                           | William Richard Arnold | Weihbischof des US-amerikanischen Militärordinariats (USA)                                  | 5. Mai 1945        | 7. Januar 1965  |